# Coll de l'Egua
El Coll de l'Egua és una serra situada entre els municipis dels Guiamets i del Masroig a la comarca del Priorat, amb una elevació màxima de 197 metres.